# Салкинд, Александр
Александр Салкинд (англ. Alexander Salkind) (/ˈsælkaɪnd/, при рождении Залкинд; 2 июня 1921, Данциг, Вольный город Данциг — 8 марта 1997, Нёйи-сюр-Сен, Франция) — франко-мексиканский кинопродюсер, представитель второго из трёх поколений успешных международных продюсеров.

## Жизнь и карьера
Салкинд родился в Вольном городе Данциг в семье евреев, родившихся в России, Марии Марголиной и Михаила Яковлевича Залкинда (позже Мигель Салкинд). Его семья переехала во Францию, где его отец работал кинопродюсером. Следуя по стопам отца, он продюсировал французские и другие фильмы в Европе и Голливуде: «Аустерлиц» снятого Абелем Гансом, «Процесс» снятого Орсоном Уэллсом и «Супермен» 1978 года снятого Ричардом Доннером. Двойное производство Салкинда, фильма «Три мушкетёра» (1973), за которым последовал фильм «Четыре мушкетёра» (1974), привело к тому, что Гильдия киноактёров США выпустила так называемую «оговорку Салкинда», которая призвана гарантировать выполнение актёрского контракта на один фильм не может быть продлён на два фильма без согласия актёра. В 1985 году DC Comics назвал назвали Александра и его сына Илью одними из лауреатов публикации, посвящённой 50-летию компании, «Пятьдесят Тех, Кто Сделал DC Великими» за их работу над кинофраншизой о Супермене.
Александр Салкинд умер в Нёйи-сюр-Сен в 1997 году и был похоронен в кладбище Баньё в парижском пригороде Монруж.
Сын Салкинда, Илья Салкинд (род. 1947), также является кинопродюсером.

## Фильмография
- Марина[англ.] (1945 — продюсер)
- Симфония жизни[англ.] (1946 — продюсер)
- Шумиха на Луне[англ.] (1946 — продюсер)
- Блэк Джек[англ.] (1950 — co-продюсер)
- Дочь полка[англ.] (1953 — продюсер)
- Аустерлиц (1960 — продюсер)
- Похищение сабинянок[фр.] (1961 — продюсер)
- Процесс (1962 — продюсер, не указан)
- Голубая баллада[англ.] (1965 — продюсер)
- Сервантес[фр.] (1967 — продюсер)
- Рубль с двумя решками[англ.] (1967 — продюсер)
- Маяк на краю света (1971 — презентёр, исполнительный продюсер)
- Убей![фр.] (1971 — продюсер/презентёр)
- Синяя борода (1972 — продюсер/презентёр)
- Три мушкетёра (1973 — продюсер/презентёр)
- Четыре мушкетёра: Месть миледи (1974 — продюсер/презентёр)
- Буржуазные причуды[фр.] (1976 — продюсер/презентёр)
- Принц и нищий[англ.] (1978 — презентёр)
- Супермен: Фильм (1978 — презентёр)
- Супермен II (1980 — презентёр)
- Супермен III (1983 — презентёр)
- Где Парсифаль?[англ.] (1983 — презентёр, не указан)
- Супергёрл (1984 — презентёр)
- Санта Клаус[англ.] (1985 — презентёр)
- Похититель радуги (1990 — исполнительный продюсер, не указан)
- Христофор Колумб: Завоевание Америки (1992 — презентёр)
- Супермен II: Версия Ричарда Доннера (2006 — презентёр)